# Jean Luchaire
Jean Louis Gabriel Luchaire, més conegut com a Jean Luchaire, (Siena, 21 de juliol de 1901 - Fort de Châtillon, París, 22 de febrer de 1946) va ser un periodista i polític francès, que es va convertir en el cap de la premsa col·laboracionista francesa a París durant l'ocupació militar alemanya. Luchaire va donar suport a la Révolution nationale declarada pel govern francès després que el 1940 es traslladés a la ciutat de Vichy.

## Orígens
Luchaire va néixer el 21 de juliol de 1901 a la ciutat italiana de Siena, com a nebot de l'historiador Achille Luchaire. Al llarg de la seva vida es va casar i va tenir quatre fills.

## Anys d’entreguerres
Abans de la Segona Guerra Mundial va freqüentar la Cambra de Diputats francesa i va començar una forta associació amb Aristide Briand, després que el seu diari donés suport a la política de Briand d'acostament a Alemanya quan encara era la República de Weimar. El periodista del Manchester Guardian, Robert Dell, va manifestar que Luchaire era «el més espantosament corrupte» i, el 1934, el ministre d'Afers Exteriors francès, Louis Barthou, va declarar que Luchaire rebia subvencions «força increïbles» pel seu diari Notre Temps, fundat el 1927, valorades en uns 100.000 francs al mes per part de Paul Boncour.
L'any 1930 es va conèixer per primera vegada i es va fer amic d'Otto Abetz -un «francòfil» que després es va convertir en ambaixador del Tercer Reich a París durant la Segona Guerra Mundial-, quan encara vivia a Karlsruhe. Més tard, Abetz es va casar amb la secretària de Luchaire: Suzanne de Brouckere. Luchaire estava convençut que el nomenament d'Abetz com a ambaixador a París era un regal de Déu per a França i que, entre ells dos podrien moderar els rigors de l'ocupació militar alemanya i preparar el terreny per a una unió fraternal franco-alemanya. De fet, va suggerir que estava adaptant el seu antic briandisme a les noves condicions.

## Govern de Vichy
Pierre Laval, conscient de les relacions amistoses de Luchaire amb Abetz, el va enviar a París el juliol de 1940 per a restablir el contacte amb ell. Luchaire va sostenir constantment que representava una certa i respectable tradició política francesa antibritànica de dreta. L'any 1940 va fundar un altre periòdic, el diari vespertí Les Nouveaux Temps, i posteriorment, l'any 1941, va esdevenir president de l'Associació de Premsa Parisenca i va presidir la Corporació Nacional de Premsa Francesa. Durant l'ocupació, però, es va afirmar que Luchaire difonia propaganda nazi, fulminant contra Anglaterra, Estats Units d'Amèrica, de Gaulle, la Unió Soviètica, el bolxevisme i els maquis. A finals de 1943 va defensar un govern obertament col·laboracionista, sent Laval, al seu parer, «inadequat». Com a editor de Les Nouveaux Temps durant l’ocupació va cobrar un salari de 100.000 francs al mes, més extres, va viure amb molt de luxe, dinava al Tour d'Argent i, segons la seva filla Corinne, fins i tot va començar a mantenir amants cares, cosa que no havia fet en el passat.
L'any 1944 va demanar als alemanys que «exterminessin» la Resistència francesa, i els seus diaris van escriure violents articles anti-britànics i anti-estatunidencs després dels desembarcaments de Normandia. Va ser nomenat ministre d'Informació al govern francès a l'exili, després que els alemanys el retiressin per la força de Vichy a l'enclavament de Sigmaringen a llarg dels anys 1944 i 1945, on, pel que sembla, va continuar sent optimista. Va fugir a Itàlia el 1945, però més tard va ser arrestat i tornat a França. Traslladat a París, el gener de 1946 va ser jutjat a la Cort Suprema, un tribunal de justícia format àmpliament per membres d'esquerra, fins i tot alguns comunistes de la resistència. Malgrat el testimoni a favor d'Otto Abetz, que el 1949 va ser condemnat a vint anys de treballs forçats, va ser condemnat a mort i afusellat el 22 de febrer de 1946 al Fort de Châtillon, París, juntament amb un antic inspector de RG.
Corinne, la filla de Luchaire, es va convertir en actriu de cinema a la dècada de 1930. Després del judici contra el seu pare, el va considerar un màrtir, «que mai no havia volgut fer mal a ningú, que era sincer i que mai no pensava desagradablement en cap home». El 1945 també va ser condemnada a deu anys de degradació nacional i va morir el 1950 de tuberculosi.